# Musée de la Vallée de Villé
Le Musée de la Vallée de Villé (anciennement Maison du Val de Villé) est un musée français d'arts et traditions populaires situé à Albé (Bas-Rhin). Il présente des collections ayant trait à la distillerie, au tissage, à la vie d'autrefois et à toutes les activités proto-industrielles de la région de la Vallée de Villé.

## Organisation du musée

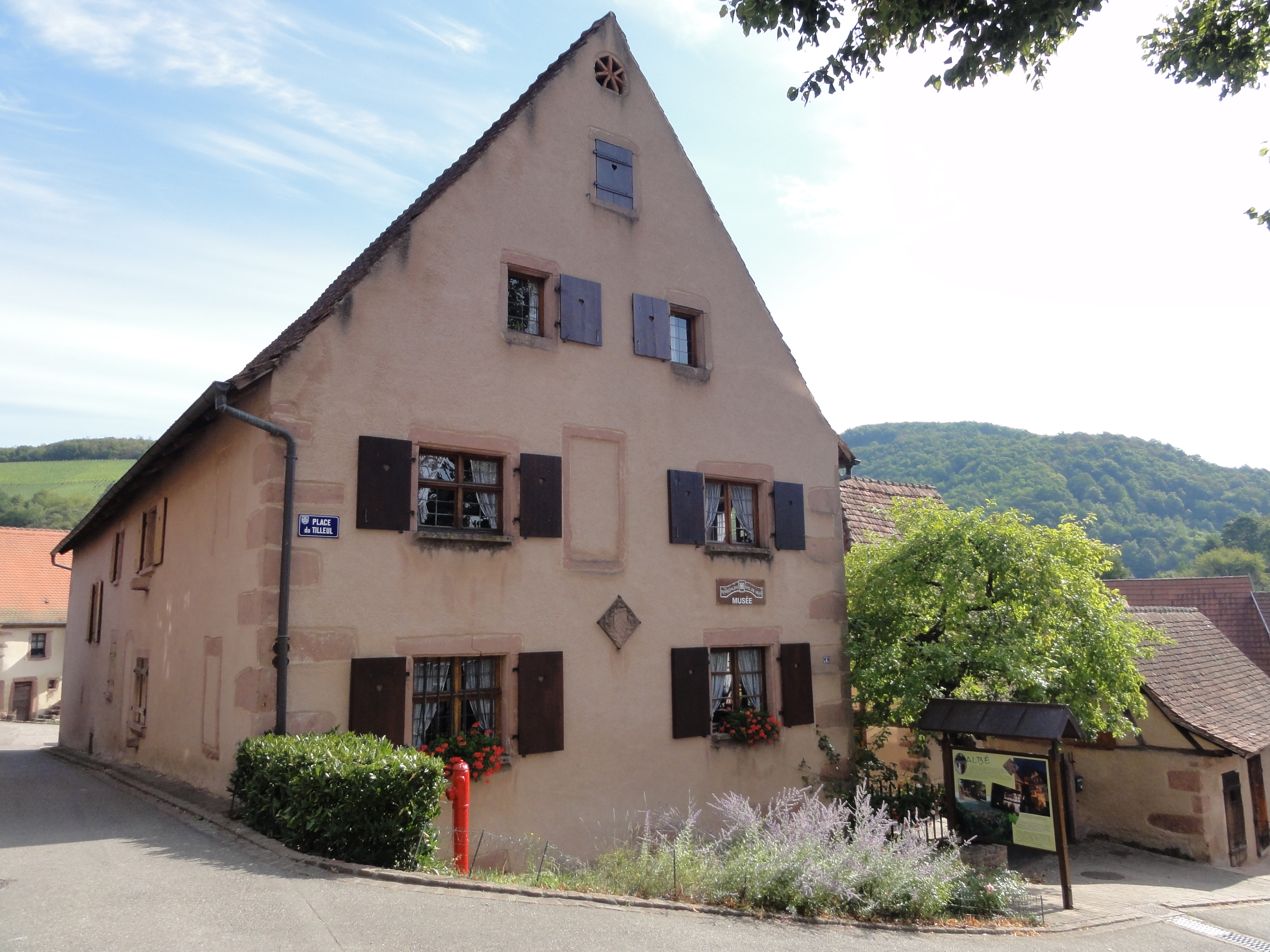
Ancienne maison de tonnelier (1709), 4 place du Tilleul.
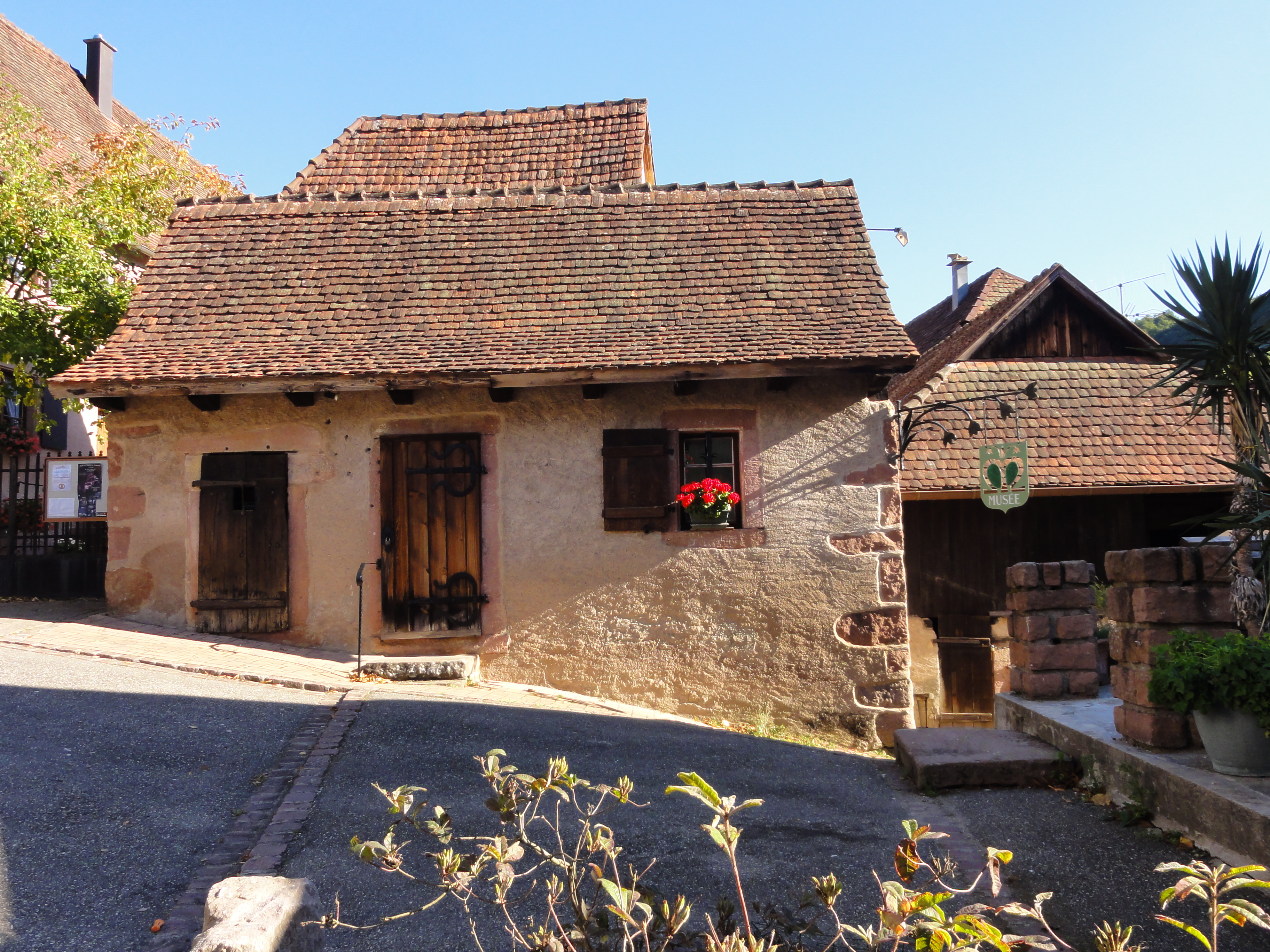
Ancien corps de garde (XVIIIe), place du Tilleul.
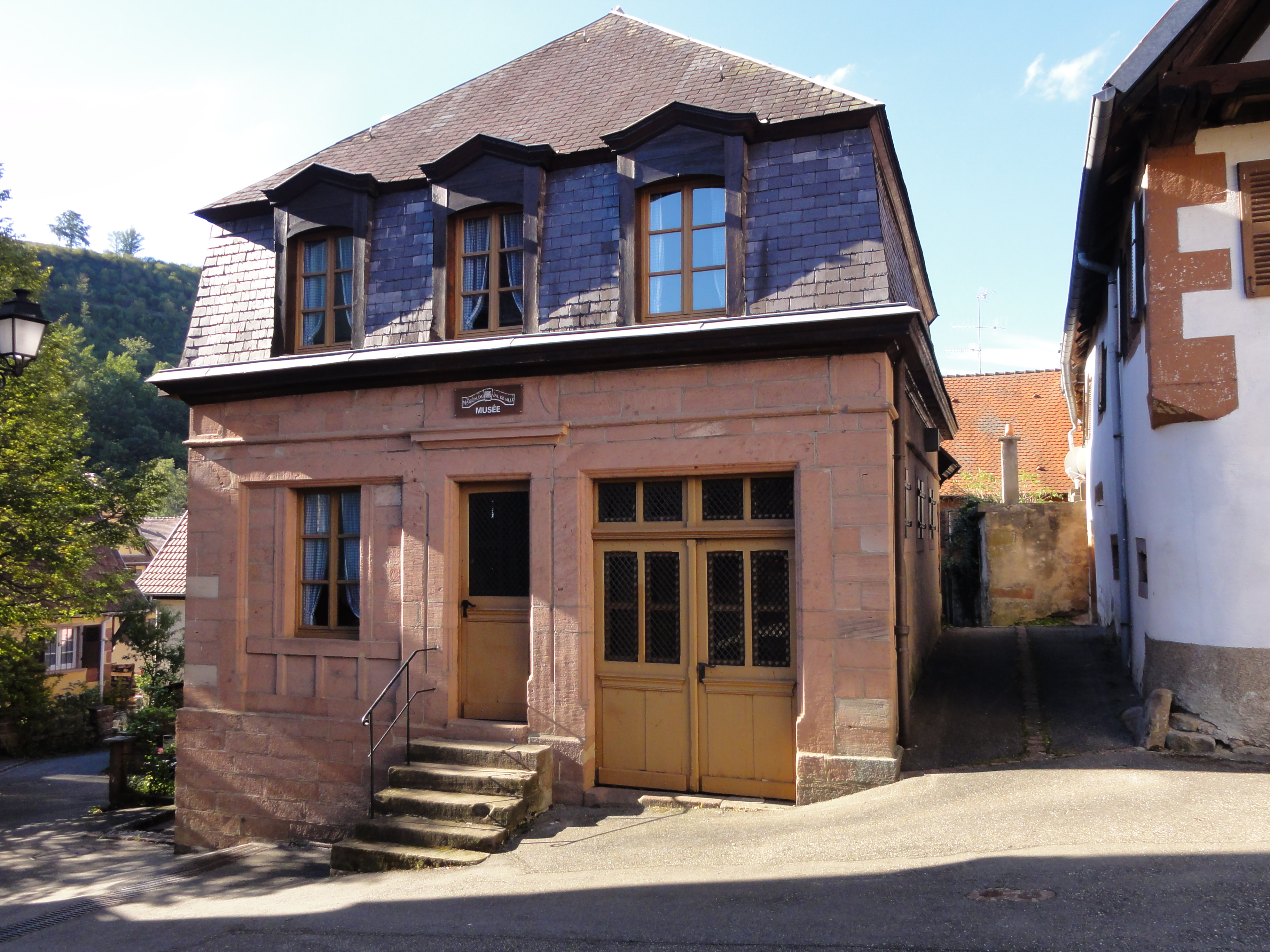
Autre bâtiment (XIXe), 1 place du Tilleul.